# Алыча 'Мара'
Алыча 'Мара' — универсальный сорт, среднего или позднего срока созревания.
В Государственный реестр сортов и древесно-кустарниковых пород Республики Беларусь включен с 1999 г.; в Государственный реестр селекционных достижений Российской Федерации по Центральному региону — в 2002 г.
Распространённое название этой группы гибридов — «Русская слива». Это принципиально новая косточковая культура, созданная в России в XX веке в результате гибридизации алычи и сливы китайской. Сочетает высокую продуктивность и выносливость алычи с крупноплодностью и хорошими вкусовыми качествами. Идею названия «слива русская» предложили американцы после знакомства с алычой гибридной. Алыча входит в род Слива, а большинство её гибридов выведены в России.

## Происхождение
|  |                                                    |  |  |  |  |  |  |  |  |  |  |  |  |  |  |  |
|  | Алыча (Prunus cerasifera)                          |  |  |  |  |  |  |  |  |  |  |  |  |  |  |  |
|  |                                                    |  |  |  |  |  |  |  |  |  |  |  |  |  |  |  |
|  |                                                    |  |  |  |  |  |  |  |  |  |  |  |  |  |  |  |
|  | без названия                                       |  |  |  |  |  |  |  |  |  |  |  |  |  |  |  |
|  |                                                    |  |  |  |  |  |  |  |  |  |  |  |  |  |  |  |
|  |                                                    |  |  |  |  |  |  |  |  |  |  |  |  |  |  |  |
|  | Слива китайская (Prunus salicina var. ussuriensis) |  |  |  |  |  |  |  |  |  |  |  |  |  |  |  |
|  |                                                    |  |  |  |  |  |  |  |  |  |  |  |  |  |  |  |
|  |                                                    |  |  |  |  |  |  |  |  |  |  |  |  |  |  |  |
|  | Алыча 'Мара'                                       |  |  |  |  |  |  |  |  |  |  |  |  |  |  |  |
|  |                                                    |  |  |  |  |  |  |  |  |  |  |  |  |  |  |  |
|  |                                                    |  |  |  |  |  |  |  |  |  |  |  |  |  |  |  |
|  | ?                                                  |  |  |  |  |  |  |  |  |  |  |  |  |  |  |  |
|  |                                                    |  |  |  |  |  |  |  |  |  |  |  |  |  |  |  |
|  |                                                    |  |  |  |  |  |  |  |  |  |  |  |  |  |  |  |

## Биологическое описание
Дерево быстрорастущее, сильнорослое, с округлой, раскидистой, приподнятой кроной. Побеги слабо изогнутые, бордово-коричневые.
Листья эллиптические, зелёные, с мелкозубчатогородчатым краем.
Плоды средней величины (23 г), округлой формы. Основная окраска ярко-жёлтая, покровная отсутствует. Косточка средней величины, сросшаяся с мякотью. Мякоть жёлтая, рыхлая, очень сочная, приятного кисловато-сладкого вкуса, дегустационная оценка 4,0—4,2 балла. Химический состав мякоти: содержание сухих веществ 13,4—14,83 %, титруемая кислотность 1,4—1,53 %, сумма сахаров 9,8—10,13 %. Срок потребления: сентябрь. В районе Владивостока при хорошей погоде плоды созревают в середине сентября.
Вступает в плодоношение на 2—3 год после посадки в сад на семенном подвое. Самобесплодный. Лучшие опылители: алыча обыкновенная дикорастущая, 'Витьба'. Высокоустойчив к клястероспориозу.
Урожайность до 35 т/га при схеме посадки 5 × 3 м на семенном подвое алыча. Зимостойкий практически по всем компонентам.

## В культуре
Сорта русской сливы, выведенные и рекомендованные для выращивания в южной зоне, отличаются от вишни и сливы более длительным периодом активного вегетирования. Из-за затяжного роста побегов осенью к моменту выкопки саженцы плохо вызревают, а зимой чаще повреждаются морозами и иссушаются в прикопе. Поэтому весенняя посадка не всегда бывает удачной.
Посадку осуществляют в яму 60 на 80 см и глубиной 40—50 см, в центре рекомендуется установить кол. Верхний плодородный слой вынутого грунта смешивают с перегноем, добавляют 200 г фосфорных и 60 г калийных удобрений. Калийные удобрения можно заменить древесной золой — 0,5 кг на посадочную яму. Свежий навоз, азотные удобрения и известь в посадочную яму вносить не рекомендуется.
Формирующую обрезку слишком длинных молодых побегов рекомендуется производить летом. Нужно поймать момент, когда рост побегов только-только прекратился, и укоротить их на 20 сантиметров. Омолаживающая обрезка производится на 8—10-й год роста. Техника омоложения такая же, как и для других плодовых культур.